# IM Motors
IM Motors (кит.: 智己汽车) — це спільне підприємство китайського виробника автомобілів SAIC Motor і китайських технологічних компаній Zhangjiang Hi-Tech і Alibaba Group.

## Етимологія
Англійська назва компанії IM розшифровується як «Intelligence in Motion». Китайська назва Zhiji Motors (智己汽车). 

## історія
Спільне підприємство IM Motors між SAIC Motor, Alibaba Group і Zhangjiang Hi-Tech було створено в грудні 2020 року, а пізніше в січні 2021 року було представлено 3D-рендеринг майбутнього седана компанії, який має на меті конкурувати з Tesla Model S.  
Індустрія, що динамічно розвивається в Китаї, так звані New Energy Vehicles вирізняються своєю високопродуктивною та потужною системами приводу. 
У квітні 2021 року на автосалоні Auto Shanghai IM Motors представила три автомобілі; прототип електричного представницького автомобіля L7  разом із двома концептами, кросовером середнього розміру LS7 та Airo, розробленими англійським дизайнером Томасом Хізервіком .  
У грудні 2022 року IM Motors офіційно запустила свою другу модель, LS7, плануючи почати його продажі в другій половині 2023 року, обмежуючись лише внутрішнім ринком.  Тим часом 18% акцій, що належали адміністративній владі нового району Пудун у Шанхаї, було продано приватній компанії Zhangjiang Hi-Tech.
У серпні 2023 року компанія представила свою третю модель LS6. 

### Партнерство з Audi
У липні 2023 року Audi оголосила, що налагоджує стратегічну співпрацю з китайською компанією SAIC Motor, щоб запозичити її платформу для створення електрокарів. Таким чином, Audi висловила бажання використовувати цю технологію для створення власної електричної моделі спеціально для китайського ринку, щоб підвищити свою конкурентоспроможність проти таких компаній, як Nio . 

## Моделі

### Актуальні моделі
- IM L7 (2022–тепер), повнорозмірний седан
- IM L6 (2024–тепер), седан середнього розміру
- IM LS7 (2023–тепер), позашляховик середнього розміру
- IM LS6 (2023–дотепер), позашляховик середнього розміру

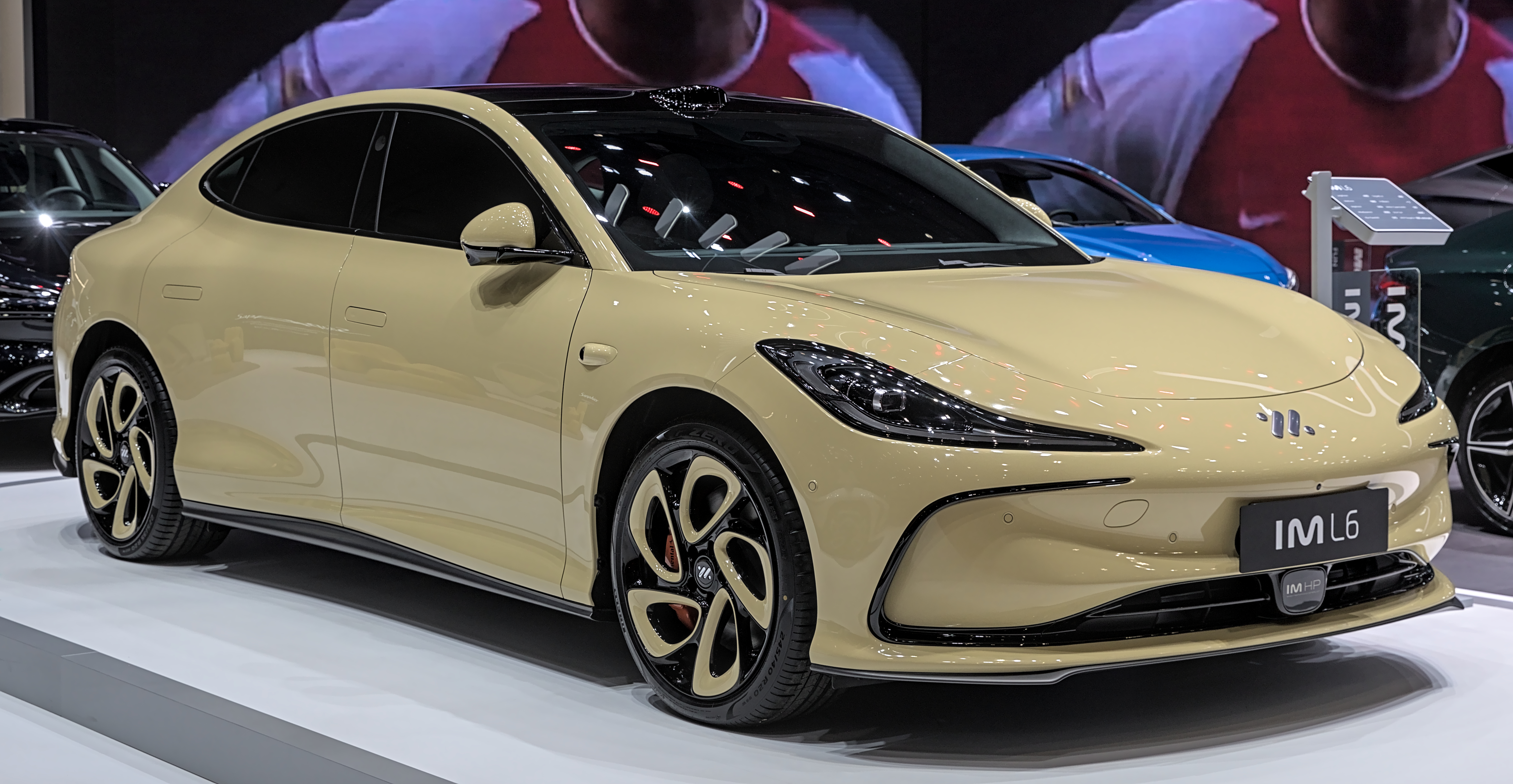
IM L6
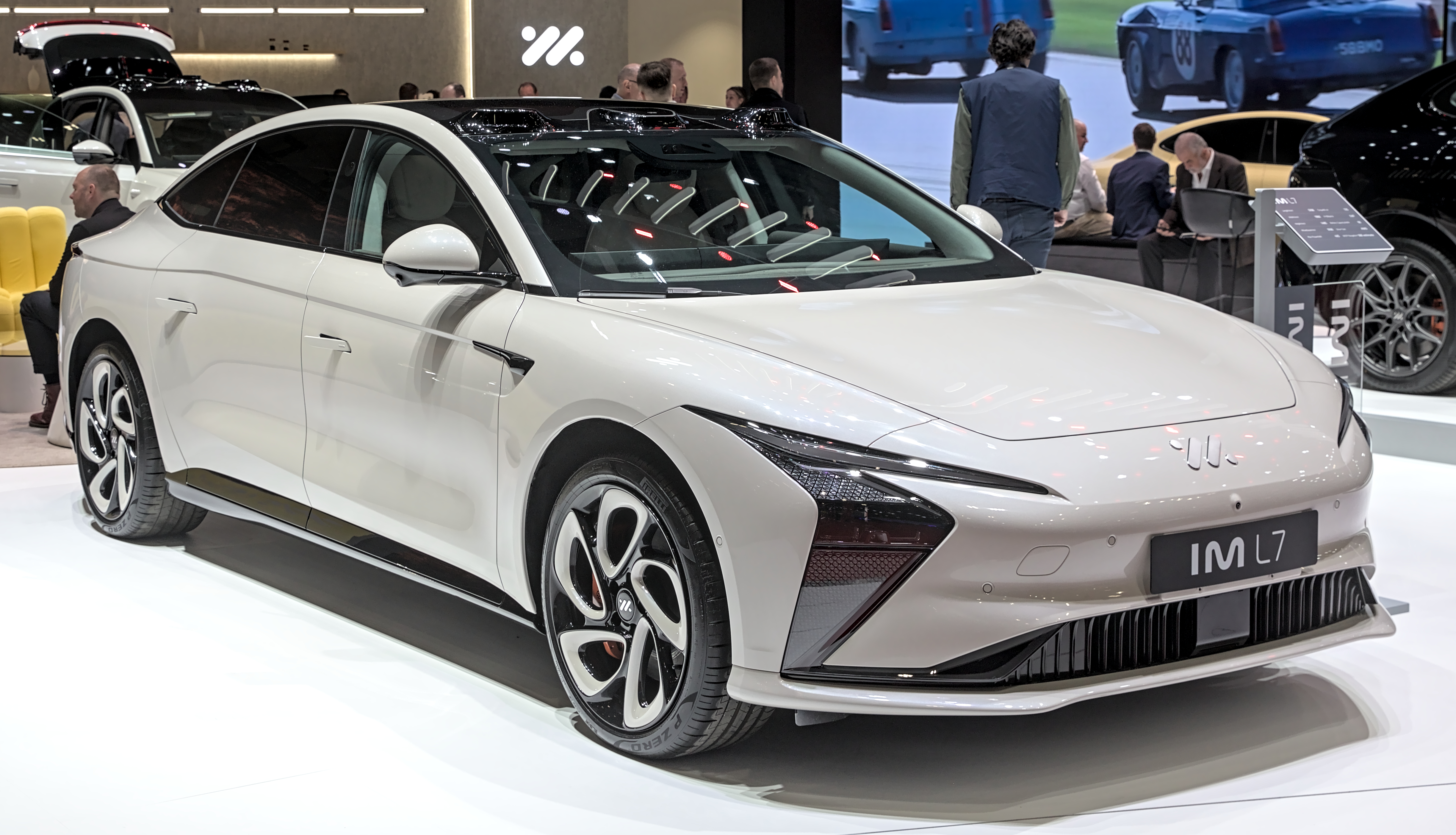
IM L7
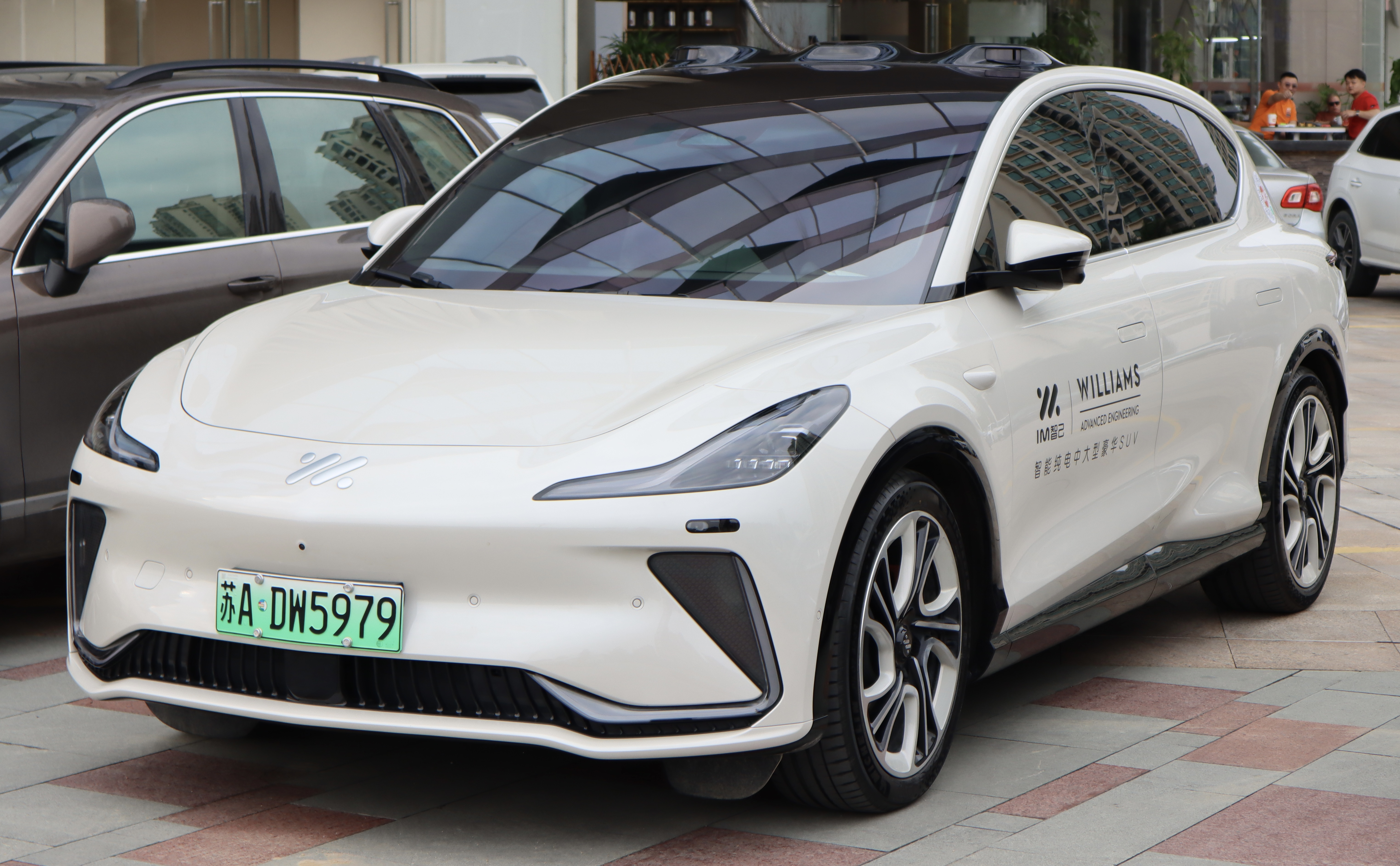
IM LS7
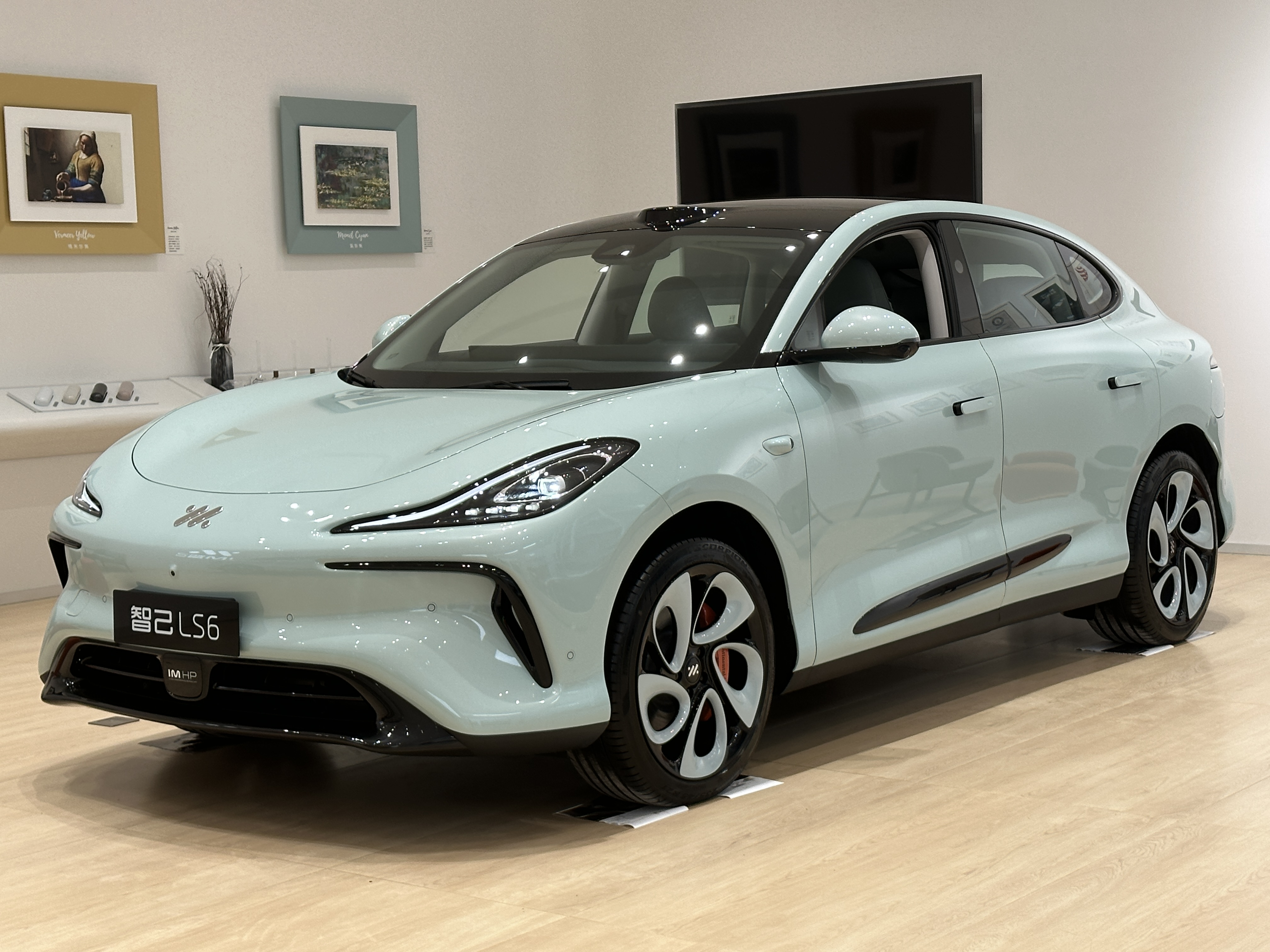
IM LS6

### Концептуальні автомобілі
Компанія IM Motors показала наступні концептуальні автомобілі:

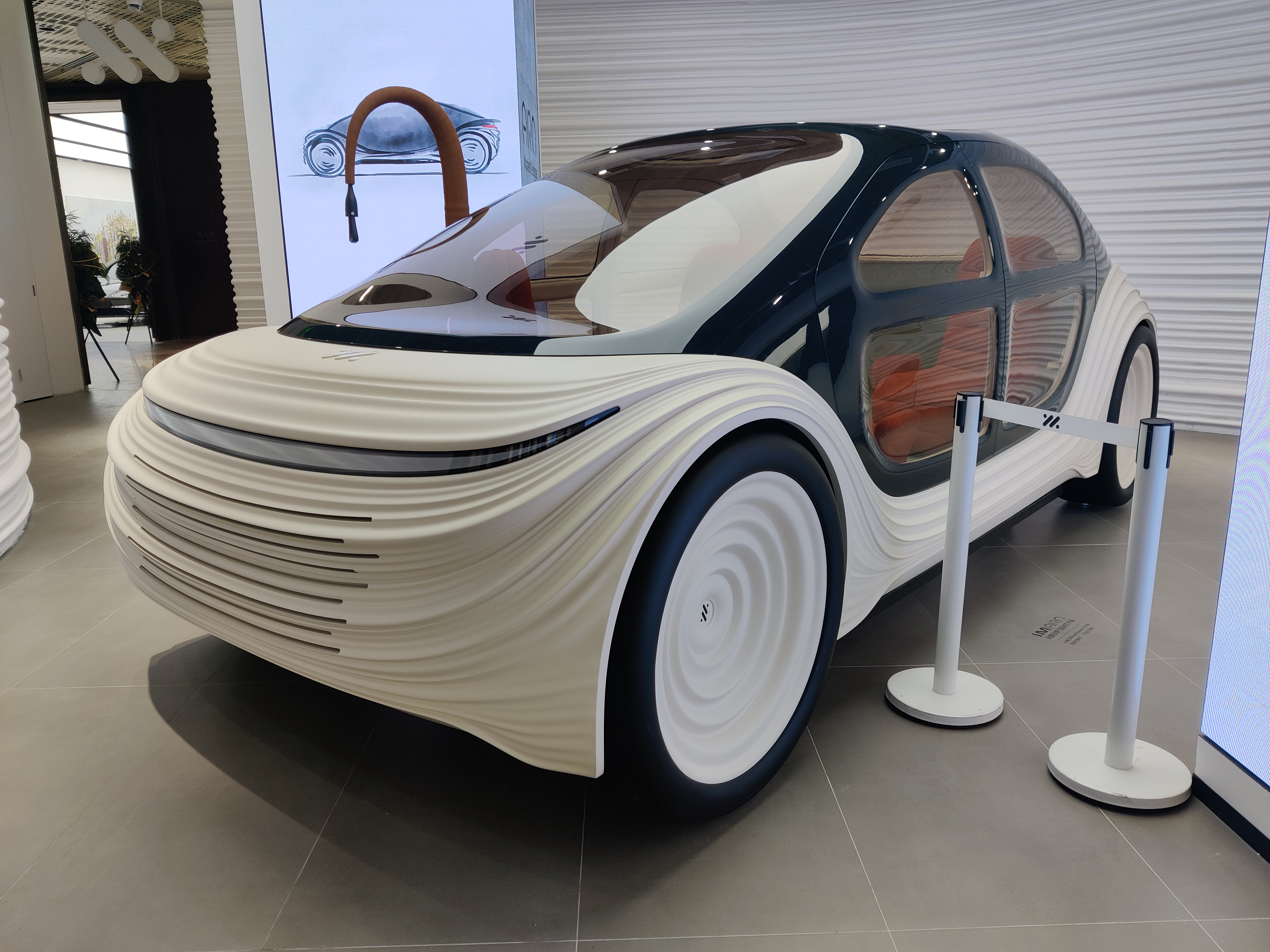
Airo (2021, Шанхай), 4-дверний концепт-кар, розроблений Heatherwick Studio .
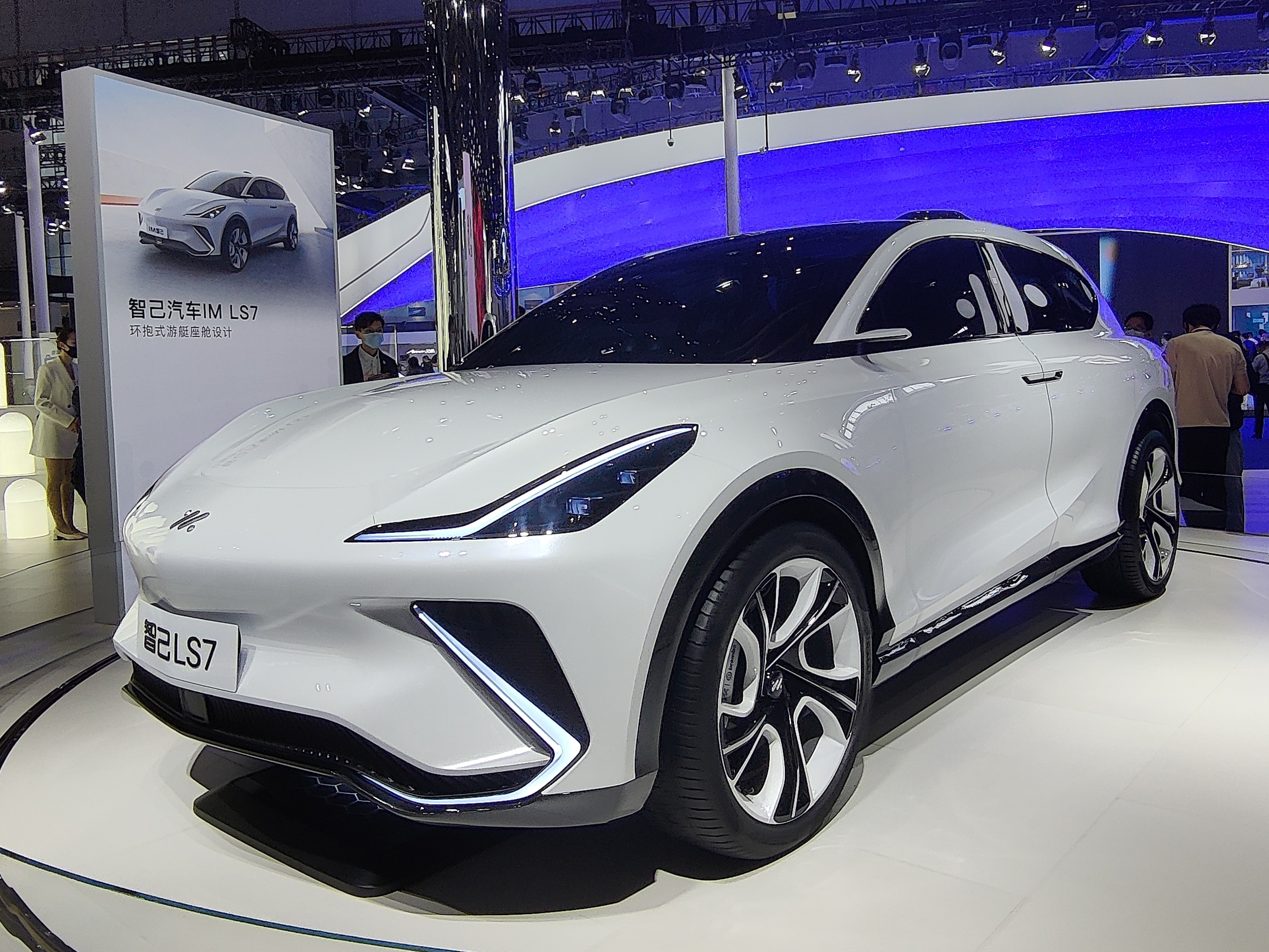
LS7 (2021, Шанхай), концепт позашляховика середнього розміру, який представляє майбутню модель.  -  Концепція IM Airo
  -  Концепція IM LS7

## Продажі
| Календарний рік | Загальний обсяг продажів |
| --------------- | ------------------------ |
| 2022 рік        | 5000                     |
| 2023 рік        | 38 253                   |

## Дивіться також
- Список виробників автомобілів Китаю